# 刻蚀

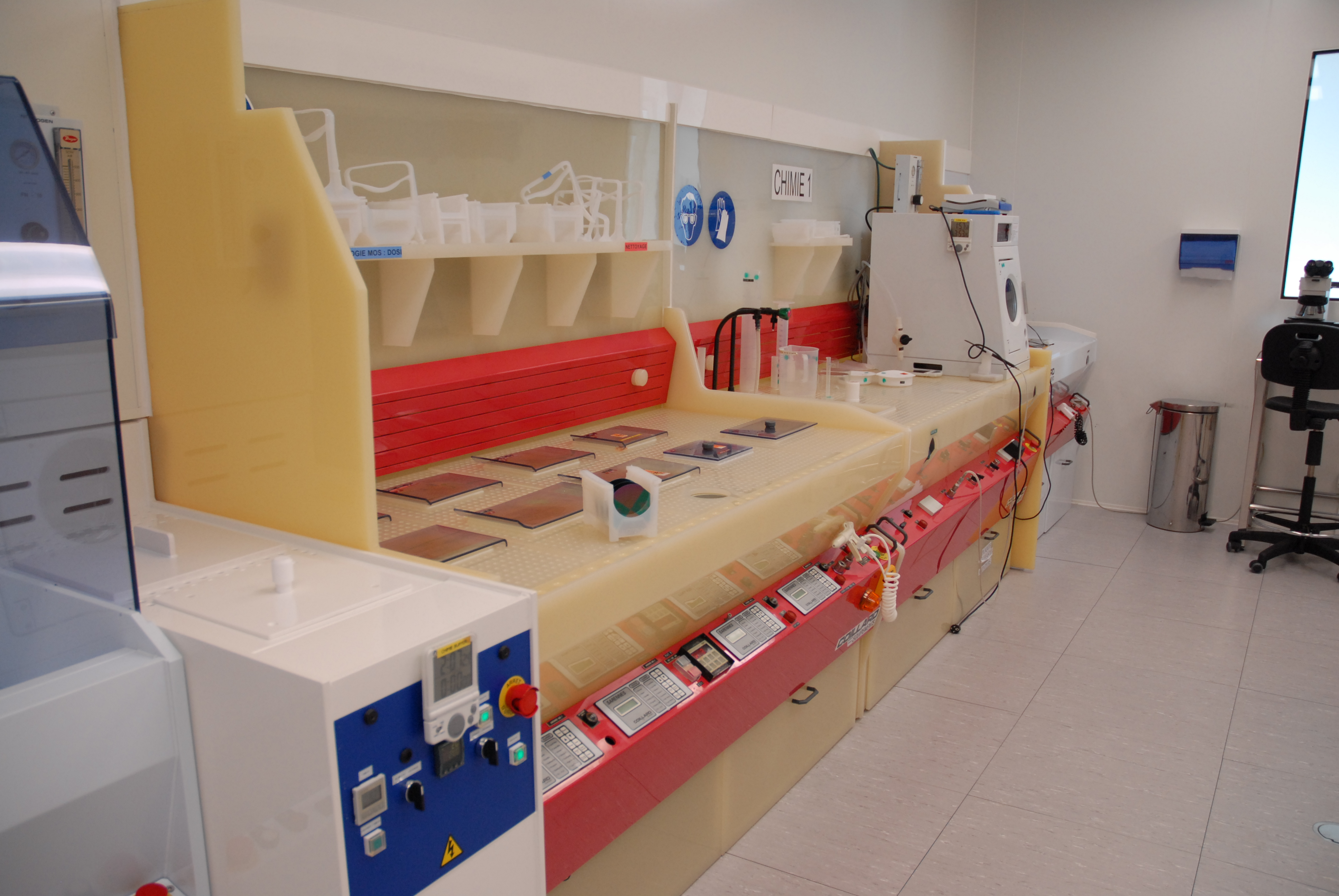
实验室中的刻蚀罐

刻蚀（英語：etching）是半导体器件制造中利用化学途径选择性地移除沉积层特定部分的工艺。刻蚀对于器件的电学性能十分重要。如果刻蚀过程中出现失误，将造成难以恢复的硅片报废，因此必须进行严格的工艺流程控制。半导体器件的每一层都会经历多个刻蚀步骤。
刻蚀一般分为电子束刻蚀和光刻，光刻对材料的平整度要求很高，因此，需要很高的清洁度。
但是，对于电子束刻蚀，由于电子的波长极短，因此分辨率与光刻相比要好的多。
因为不需要掩模板，因此对平整度的要求不高，但是电子束刻蚀很慢，而且设备昂贵。
对于大多数刻蚀步骤，晶圆上层的部分位置都会通过“罩”予以保护，这种罩不能被刻蚀，这样就能对层上的特定部分进行选择性地移除。在有的情况中，罩的材料为光阻性的，这和光刻中利用的原理类似。而在其他情况中，刻蚀罩需要耐受某些化学物质，氮化硅就可以用来制造这样的“罩”。

## 刻蚀的介质和技术
两种基本类型的蚀刻剂是液相（“湿法”）和等离子相（“乾法”），这两种类型分别存在多种不同的变种。